# Андомский район
Андомский район — административно-территориальная единица в составе Ленинградской и Вологодской областей РСФСР с центром в селе Андомский Погост, существовавшая в 1927—1957 годах.

## История
Андомский район в составе Лодейнопольского округа Ленинградской области был образован в августе 1927 года из 18 сельсоветов Андомской волости и 1 с/с Чернослободской волости Лодейнопольского уезда Ленинградской губернии.
23 сентября 1937 года Андомский район был передан в Вологодскую область.
17 октября 1957 года Андомский район был упразднён, а его территория была передана в состав Вытегорского района.

## Состав
Всего было образовано 19 с/с: Андомогорский, Андоморецкий, Верховский, Замошский, Купецкий, Куржекский, Ладвозерский, Насоновский, Низовский, Осиновский, Пятницкий, Середский, Слободский, Сойдинский, Сойдозерский, Титовский, Циминский, Чекшезерский, Югозерский.
В ноябре 1928 года были упразднены Пятницкий, Сойдозерский, Чекшезерский и Югозерский с/с. В 1932 году Сойдинский сельсовет был передан в Ковжинский район Вологодской области, а в 1934 году возвращён обратно.